# Carlo di Valois (1446-1472)
Carlo di Valois, in francese Charles de France (Tours, 28 dicembre 1446 – Bordeaux, 12 maggio 1472), è stato duca di Berry, duca di Normandia e duca di Guienna.
Complottò per tutta la vita contro il fratello maggiore, il re di Francia Luigi XI.

## Origine
Era il figlio ultimogenito del re di Francia, Carlo VII, e di Maria d'Angiò, figlia del duca d'Angiò, conte di Provenza e re di Napoli, Luigi II d'Angiò, (figlio del re titolare di Napoli, Luigi I d'Angiò e di Maria di Châtillon) e di Iolanda di Aragona, figlia del re della corona d'Aragona Giovanni I il Cacciatore e di sua moglie Iolanda di Bar.

## Biografia
Durante la giovinezza di Carlo, la diplomazia francese si adoperò per portarlo sul trono di Boemia e di maritarlo con una principessa polacca.
Alla morte di suo padre, nel 1461, suo fratello, il re di Francia Luigi XI, lo investì del ducato di Berry.
Nel 1465, suo fratello, il re di Francia Luigi XI, venne apertamente accusato di essere un tiranno e di voler asservire la nobiltà francese; per porre termine a questo stato di cose si formò la Lega del bene pubblico, a cui aderì tutta la grande nobiltà francese, con alla testa il conte Charolais, Carlo il Temerario e il duca di Bretagna, Francesco II, che offrì il comando della lega a Carlo, il fratello del re, che accettò.
Il re Luigi XI, messo insieme un esercito di circa 30.000 uomini sconfisse il duca di Borbone, uno dei ribelli, ma il 15 giugno 1465, a Montléry, si scontrò con l'esercito di Carlo il Temerario; lo scontro si chiuse senza vincitori né vinti, ma il re dovette rientrare a Parigi, per l'arrivo degli alleati di Carlo, Carlo di Francia, il diciottenne duca di Berry, fratello del re e il duca di Bretagna, Francesco II.

Blasone di Carlo di Francia, come duca di Berry

Blasone di Carlo di Francia, come duca di Berry e duca di Normandia

Con la successiva pace di Saint-Maur-des-Fossés (1465), Carlo di Francia, ottenne dal fratello, il re Luigi XI, l'importante ducato di Normandia in aggiunta al piccolo ducato di Berry.

Nel 1466, l'alleanza tra Carlo e Francesco II di Bretagna si ruppe e i Bretoni attaccarono la Normandia, di conseguenza il re Luigi XI entrò col suo esercito in Normandia, occupandola e di fatto esautorando suo fratello Carlo.
Il 10 settembre del 1468, con la pace di Ancenis Carlo e Francesco II, tornati in buoni rapporti, presero l'impegno col re di Francia di non allearsi più col conte di Charolais, Carlo il Temerario, ora divenuto duca di Borgogna. Ma l'11 ottobre Luigi XI fu preso in trappola, a Péronne, da Carlo il Temerario e nel trattato che ne seguì, oltre che ad aiutare il Temerario a punire gli abitanti di Liegi, che gli si erano ribellati, Luigi XI si impegnò a concedere a suo fratello, Carlo di Francia, la contea di Champagne, per compensarlo della perdita del ducato di Normandia.

Blasone di Carlo di Francia, come duca di Berry e duca di Guienna

Nel 1469, Luigi XI, riuscì a convincere il fratello Carlo di Francia ad accettare, in cambio della contea di Champagne, il ducato di Aquitania, ora chiamato ducato di Guienna.
Nello stesso anno fu annunciato il fidanzamento di Carlo di Francia con la figlia di Carlo il Temerario, Maria di Borgogna; allora Luigi XI chiese al papa Paolo II, senza successo, di intervenire per non permettere l'eventuale matrimonio per consanguineità. Il matrimonio comunque non fu celebrato e Carlo di Francia morì, senza essersi sposato, a Bordeaux, nel maggio del 1472, di tubercolosi, aggravata dalla sifilide, una malattia sessualmente trasmissibile.

## Discendenza
Carlo di Francia non ebbe figli legittimi.
Ma dalla sua amante, Colette (Nicole) di Chambres-Montsoreau (che a quanto pare gli trasmise la sifilide), vedova del visconte di Thouars, Luigi d'Amboise, ebbe due figli:
- Non si conosce il nome
- Anna bastarda di Valois[2]

## Ascendenza
|                      |                 |                                   | Genitori                 |  |  | Nonni |  |  | Bisnonni           |  |  | Trisnonni              |  |
|                      |                 |                                   |                          |  |  |       |  |  | Carlo V di Francia |  |  | Giovanni II di Francia |  |
|                      |                 |                                   |                          |  |  |       |  |  | Carlo V di Francia |  |  | Giovanni II di Francia |  |
|                      |                 | Bona di Lussemburgo               |                          |  |  |       |  |  | Carlo V di Francia |  |  |                        |  |
| Carlo VI di Francia  |                 |                                   |                          |  |  |       |  |  | Carlo V di Francia |  |  |                        |  |
|                      |                 | Giovanna di Borbone               | Pietro I di Borbone      |  |  |       |  |  |                    |  |  |                        |  |
|                      |                 | Giovanna di Borbone               | Pietro I di Borbone      |  |  |       |  |  |                    |  |  |                        |  |
|                      |                 | Giovanna di Borbone               | Isabella di Valois       |  |  |       |  |  |                    |  |  |                        |  |
| Carlo VII di Francia |                 | Giovanna di Borbone               |                          |  |  |       |  |  |                    |  |  |                        |  |
|                      |                 | Stefano III di Baviera-Ingolstadt | Stefano II di Baviera    |  |  |       |  |  |                    |  |  |                        |  |
|                      |                 | Stefano III di Baviera-Ingolstadt | Stefano II di Baviera    |  |  |       |  |  |                    |  |  |                        |  |
|                      |                 | Stefano III di Baviera-Ingolstadt | Isabella di Sicilia      |  |  |       |  |  |                    |  |  |                        |  |
| Isabella di Baviera  |                 | Stefano III di Baviera-Ingolstadt |                          |  |  |       |  |  |                    |  |  |                        |  |
|                      |                 | Taddea Visconti                   | Bernabò Visconti         |  |  |       |  |  |                    |  |  |                        |  |
|                      |                 | Taddea Visconti                   | Bernabò Visconti         |  |  |       |  |  |                    |  |  |                        |  |
|                      |                 | Taddea Visconti                   | Regina della Scala       |  |  |       |  |  |                    |  |  |                        |  |
| Carlo di Valois      |                 | Taddea Visconti                   |                          |  |  |       |  |  |                    |  |  |                        |  |
|                      | Luigi I d'Angiò | Giovanni II di Francia            |                          |  |  |       |  |  |                    |  |  |                        |  |
|                      | Luigi I d'Angiò | Giovanni II di Francia            |                          |  |  |       |  |  |                    |  |  |                        |  |
|                      | Luigi I d'Angiò | Bona di Lussemburgo               |                          |  |  |       |  |  |                    |  |  |                        |  |
| Luigi II d'Angiò     | Luigi I d'Angiò |                                   |                          |  |  |       |  |  |                    |  |  |                        |  |
|                      |                 | Maria di Blois-Châtillon          | Carlo di Blois-Châtillon |  |  |       |  |  |                    |  |  |                        |  |
|                      |                 | Maria di Blois-Châtillon          | Carlo di Blois-Châtillon |  |  |       |  |  |                    |  |  |                        |  |
|                      |                 | Maria di Blois-Châtillon          | Giovanna di Penthièvre   |  |  |       |  |  |                    |  |  |                        |  |
| Maria d'Angiò        |                 | Maria di Blois-Châtillon          |                          |  |  |       |  |  |                    |  |  |                        |  |
|                      |                 | Giovanni I d'Aragona              | Pietro IV di Aragona     |  |  |       |  |  |                    |  |  |                        |  |
|                      |                 | Giovanni I d'Aragona              | Pietro IV di Aragona     |  |  |       |  |  |                    |  |  |                        |  |
|                      |                 | Giovanni I d'Aragona              | Eleonora di Sicilia      |  |  |       |  |  |                    |  |  |                        |  |
| Iolanda di Aragona   |                 | Giovanni I d'Aragona              |                          |  |  |       |  |  |                    |  |  |                        |  |
|                      |                 | Iolanda di Bar                    | Roberto I di Bar         |  |  |       |  |  |                    |  |  |                        |  |
|                      |                 | Iolanda di Bar                    | Roberto I di Bar         |  |  |       |  |  |                    |  |  |                        |  |
|                      |                 | Iolanda di Bar                    | Maria di Valois          |  |  |       |  |  |                    |  |  |                        |  |
|                      |                 | Iolanda di Bar                    |                          |  |  |       |  |  |                    |  |  |                        |  |